# Amaranthus grandiflorus
Amaranthus grandiflorus är en amarantväxtart som först beskrevs av John McConnell Black, och fick sitt nu gällande namn av John McConnell Black. Amaranthus grandiflorus ingår i släktet amaranter, och familjen amarantväxter. Inga underarter finns listade i Catalogue of Life.